# Nick Music
Nick Music ist ein Ableger und der weltweit erste digitale Musiksender des US-Senders Nickelodeon für Kinder in verschiedenen Teilen der Welt, darunter der deutschsprachige Raum, die Niederlande, Flandern, Polen und ganz Südamerika.

## Geschichte

### Niederlande
Nick Music nahm unter dem Namen Nick Hits am 2. August 2007 den Sendebetrieb auf. Gesendet werden ausschließlich Musikvideos für Kinder zwischen 7 und 16 Jahren. Nick Music ist dabei einer der drei digitalen Nick-Ableger in den Niederlanden, die anderen beiden sind Nick Jr. und Nicktoons. Außerdem gab es zusätzlich zum Sender eine CD-Reihe mit den neusten Interpreten, ähnlich wie die Toggo Music-Reihe.
Der Sender spielt Musik von beliebten kindgerechten internationalen Bands und Musikern wie Miley Cyrus, Selena Gomez, Miranda Cosgrove, Christina Aguilera, Pixie Lott, Robbie Williams, den Sugababes oder Jonas Brothers. Es werden jedoch auch niederländische Sänger oder Gruppen wie ZirkusZirkus, Jan Smit, Nick & Simon, Ch!pz, KUS oder Djumbo gespielt.
Am 31. März 2010 erhielt auch Nick Hits im Zuge der internationalen Neuausrichtung von Nickelodeon ein neues Logo. Seit dem 1. Februar 2017 trägt der Sender den Namen Nick Music.

### Europäischer Ableger
Seit dem 1. Juni 2021 ist Nick Music auch in europäischen Kabel- und Satellitennetzen verfügbar und ersetzte den Kanal MTV Music 24, der Sender richtet sich an Kinder im Alter von 6–11 Jahren. Damit ist der Sender auch in Deutschland, Österreich und der Schweiz empfangbar.

## Trivia
In Lateinamerika existierte am Wochenende ein Programmfenster namens Nick Hits, jedoch hatte dieses nichts mit dem niederländischen Fernsehsender „Nick Hits“ zu tun. Auf Nick Hits Lateinamerika wurden die besten alten Nicktoons gezeigt. Zum Rebranding des Nickelodeonlogos in Lateinamerika wurde der Block durch Nick at Nite (nick@nite) ersetzt. Am 31. August 2020 wurde NickMusic in Südamerika aufgeschaltet und ersetzte dabei VH1MegaHits. Die Südamerikanische Version richtet sich an Kinder im Alter von 4–15 Jahren. 

## Senderlogos

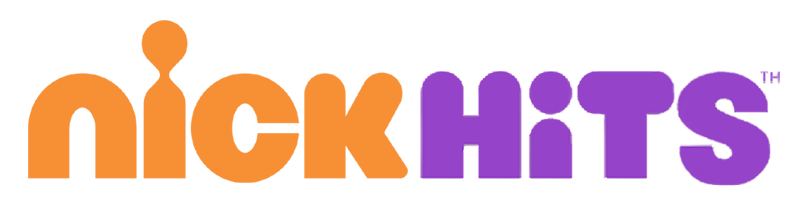
Das Logo vom 31. März 2010 bis 1. Februar 2017
Das neue Logo seit dem 1. Februar 2017